# Kiberbius dyscritus
Kiberbius dyscritus är en mångfotingart som beskrevs av Chamberlin 1941. Kiberbius dyscritus ingår i släktet Kiberbius och familjen stenkrypare. Inga underarter finns listade i Catalogue of Life.